# Escola Central de Sargentos
A Escola Central de Sargentos (ECS) MHC constituía um estabelecimento de ensino destinado a preparar os sargentos do Exército Português para o acesso à categoria de oficial. Sendo transformada em escola de ensino superior, passou a designar-se Instituto Superior Militar (ISM) em 1977. 
O ISM foi desativado no início da década de 1990. Em 1996, as funções anteriormente atribuídas ao ISM foram assumidas pela então criada Escola Superior Politécnica do Exército, a qual foi extinta em 2009.
Para além dos sargentos do Exército, ao longo da sua história, foi também responsável por formar também sargentos destinados a aceder à categoria de oficial da Guarda Fiscal, da Guarda Nacional Republicana e da Força Aérea Portuguesa.
As antigas instalações da ECS / ISM são hoje ocupadas pela Escola Superior de Tecnologia e Gestão de Águeda da Universidade de Aveiro.

## História
A Escola Central de Sargentos criada em 1896, junto à Escola Prática de Infantaria em Mafra. A ECS tinha por missão habilitar os sargentos ao posto de sargento-ajudante para depois poderem ascender aos postos de oficial de infantaria, cavalaria e Quadro de Praças de Guerra e Almoxarifes.
Em 1926, a ECS foi transferida para Águeda, ocupando o quartel do antigo 3º Batalhão do Regimento de Infantaria n.º 28.
Com a criação do Quadro Auxiliar dos Serviços do Exército (QSAE) em 1933, os sargentos que terminam a frequência da ECS passam ingressar como oficiais dquele quadro, deixando de ingressar nas armas e serviços de origem.
Em 1955, são criados dois cursos destinados a preparar o pessoal para a manutenção, conservação e reparação de material.
A 4 de Fevereiro de 1966 foi feita Membro-Honorário da Ordem Militar de Cristo.
Em 1977, a ECS é transformada em estabelecimento de ensino superior passando a denominar-se "Instituto Superior Militar". Nessa altura passa também a dar formação a militares da Força Aérea Portuguesa.
O ISM foi desativado no início da década de 1990.
Em 1996 é criada, na Amadora, a Escola Superior Politécnica do Exército, com uma missão análoga à do ISM, sendo este formalmente e definitivamente extinto. Os sargentos admitidos à ESPE frequentavam cursos de oficial técnico que os habilitavam com o grau académico de bacharel.

## Ligações Externas
- Sítio da ESPE
- Decreto-lei n.º 248/96 de 24 de dezembro (Criação da ESPE)